# Tentative de coup d'État de 1981 aux Seychelles
La Tentative de coup d'État de 1981 aux Seychelles, parfois appelée « affaire des Seychelles » ou « opération Angela », est un coup d'État avorté orchestré par l'Afrique du Sud pour renverser le gouvernement du Premier ministre France-Albert René et rétablir le président précédent, James Mancham, au pouvoir.
Le gouvernement sud-africain encourage un groupe de mercenaires à imposer un changement de gouvernement. Cependant, cette opération, mal organisée et sous-financée, est entravée lorsqu'un douanier seychellois découvre des armes dans les bagages de l'un des mercenaires arrivant et donne l'alerte. Après un échange de tirs prolongé, les mercenaires détournent un avion et s'enfuient à Durban, en Afrique du Sud. Ils sont inculpés devant les tribunaux sud-africains, mais sont condamnés à des peines clémentes. Les enquêtes des Nations unies et de la Commission de la vérité et de la réconciliation sud-africaine condamnent le gouvernement sud-africain pour sa participation à une tentative de renversement d'un gouvernement voisin.

## Contexte

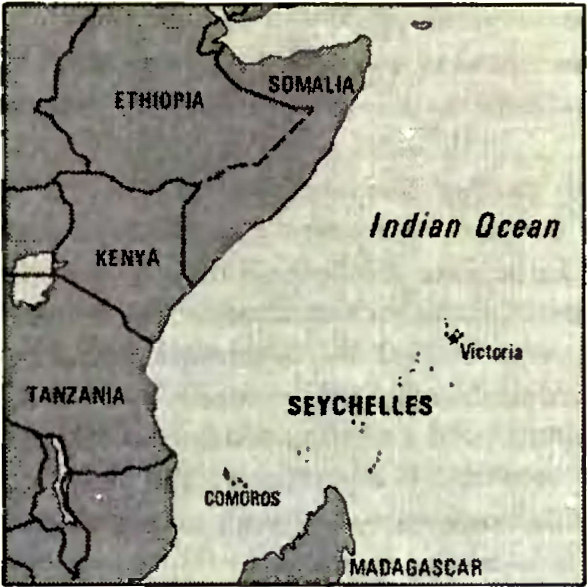
Carte de l'Afrique de l'Est de la CIA de 1982 avec les Seychelles au centre.

La République des Seychelles obtient son indépendance du Royaume-Uni le 29 juin 1976. James Mancham est président et France-Albert René Premier ministre, mais les relations entre les deux hommes se dégradent rapidement. En 1977, les partisans de gauche de René lancent un coup d'État armé alors que Mancham est à Londres. Bien que le premier ministre nie toute responsabilité, il prend la présidence en juin. Membre du Mouvement des non-alignés, la présidence de René est considérée par les États-Unis comme marxiste et favorable à l'Union soviétique. Cela conduit à un complot lancé par les États-Unis contre son gouvernement en 1979. Ce complot est découvert et entraîne l'expulsion de plusieurs civils américains travaillant dans une base de suivi par satellite (en) de l'USAF sur l'île principale de Mahé (pour des raisons économiques, la station est autorisée à rester opérationnelle, mais les termes du bail sont renégociés pour être plus équitables envers les Seychelles). L'ambassadeur des États-Unis au Kenya, tout comme le chargé d'affaires aux Seychelles sont également impliqués dans le coup d'État.
Plus tard en 1979, le parti de France-Albert René remporte les élections (en) et il poursuit un programme socialiste, bouleversant la petite mais influente population de la classe moyenne. Son règne voit également le retrait des droits d'atterrissage de l'Afrique du Sud ainsi qu'une détérioration des liens économiques entre les deux pays. René met souvent en garde contre les complots de sympathisants de l'ancien gouvernement visant à utiliser des mercenaires pour fomenter un contre-coup d'État. La plupart de ses critiques qualifient ces complots présumés d'exagérés, voire de prétextes inventés pour emprisonner des opposants politiques.
En 1978, Mancham, destitué, s'adresse au gouvernement sud-africain par l'intermédiaire d'exilés seychellois afin d'obtenir son soutien pour un contre-coup d'État. Le gouvernement sud-africain est disposé à l'aider et à mettre en place un petit nombre de forces spéciales pour un complot, mais il oriente le représentant de Mancham vers Mike Hoare et une société écran du gouvernement sud-africain appelée Longreach'. Mike Hoare, « Mad », a servi comme mercenaire pendant la crise du Congo. À l'époque, il a pris sa retraite à Hilton (en), dans le KwaZulu-Natal, où il exerce les métiers de courtier et de gestionnaire de placements. Il accepte de mener le coup d'État.

### Préparation

#### Soutien de l'Afrique du Sud
Les responsables sud-africains organisent le coup d'État sous le nom de code "Opération Angela". À mesure que les plans se développent, une lutte interne éclate entre la Division du renseignement de la défense (en) (SADF-ID) et le Service national du renseignement (en) (NIS) pour déterminer l'agence responsable de l'opération. Finalement, la SADF est chargée du complot, mais un agent du NIS, Martin Dolinchek, est nommé officier de liaison auprès de la force opérationnelle. Les exilés seychellois Gérard Hoarau, Paul Chow et Edie Camille contribuent à l'orchestration du complot. Hoare détermine que l’introduction d’armes par bateau est, malgré son efficacité, une méthode trop coûteuse à mettre en œuvre.

#### Soutien du Kenya
Plusieurs personnalités politiques kenyanes de premier plan ont connaissance du coup d'État, notamment le procureur général Charles Njonjo, le commissaire de police Ben Gethi, JD Irwin, chef du département des enquêtes criminelles du Kenya, et Andrew Cole, 7e comte d'Enniskillen (en) et alors propriétaire de Sunbird Aviation (en), aujourd'hui filiale d'Air Kenya. Vingt jours avant la tentative, Gerard Hoarau et Paul Chow sont envoyés à Nairobi pour réserver un Beechcraft Super King Air 200 de Sunbird Aviation, immatriculé N 821CA, afin de transporter le gouvernement en exil de Mombasa aux Seychelles. Des allégations circulent également selon lesquelles le Kenya doit jouer un rôle plus important dans le complot. Juste avant l'opération, Mike Hoare aurait déclaré à l'officier de renseignement sud-africain Martin Dolinchek que le Kenya a accepté d'envoyer « des troupes et des policiers pendant que le gouvernement en attente serait réuni à Nairobi ». Ces troupes n'arriveront à bord du Beechcraft de Sunbird qu'après que "Mad Mike" ait sécurisé la caserne, l'aéroport et la station de radio, ce qui n'aura jamais lieu. Au lendemain de la tentative, lors de l'arrestation de Dolinchek, des informations sur le vol Sunbird sont retrouvées en sa possession. Le président kenyan Daniel arap Moi, alors président en exercice de l'OUA, est embarrassé par cette affaire et a peut-être été tenu dans l'ignorance par Gethi et Njonjo, tous deux limogés l'année suivante.

#### Recrutement

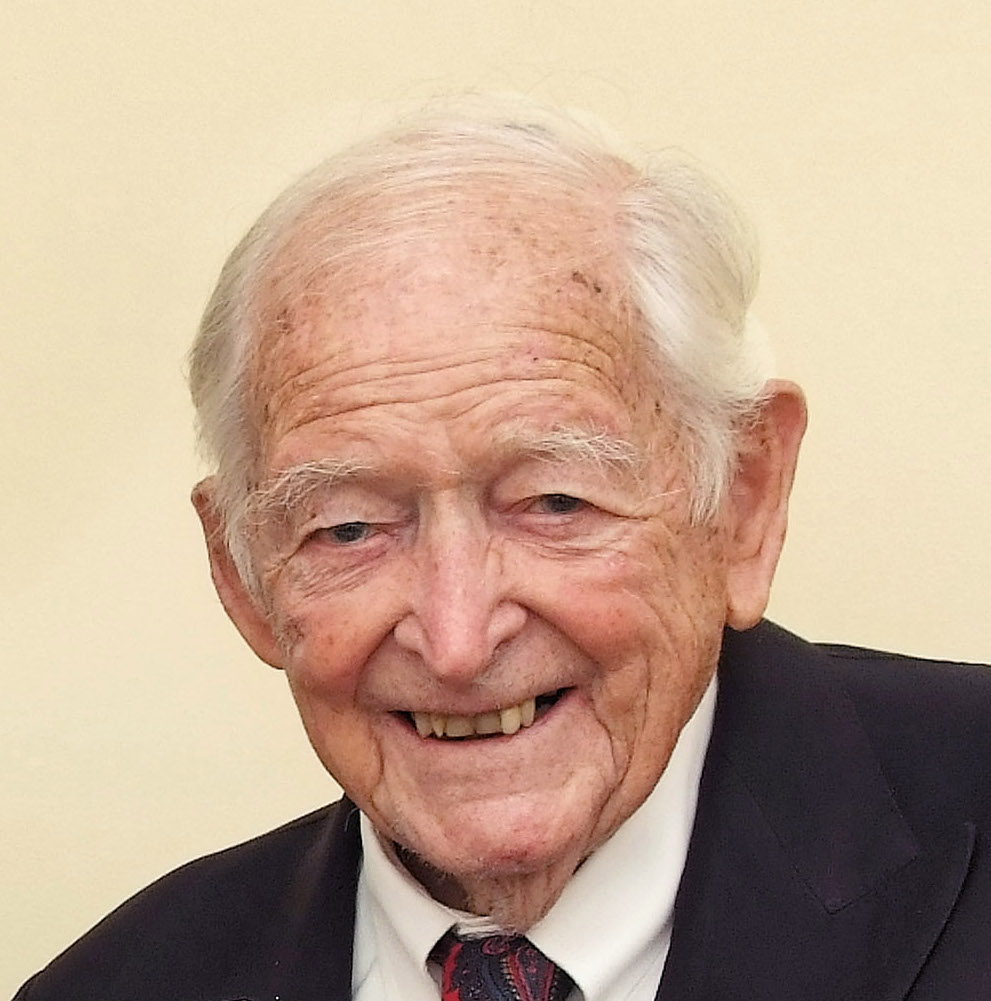
Le colonel Thomas Hoare "Mad Mike" en 2018 (alors âgé de 98 ans).

Un article du magazine Gung Ho de mai 1981 intitulé "Opportunités mercenaires à l'ouest de Suez" vante les avantages et les possibilités d'une prise de contrôle des Seychelles et de l'île Maurice par des mercenaires, soulignant le soutien de l'ancien Premier ministre seychellois Mancham à une telle opération. Selon le Sunday Times du 29 novembre 1981, basé à Johannesburg Jim Graves (rédacteur en chef du magazine Soldier of Fortune), admet avoir eu connaissance du projet d'une vaste opération de mercenaires africains et que sa visite à Johannesburg deux jours avant la tentative de coup d'État est une « pure coïncidence ». L'existence d'une vaste campagne de recrutement est connue dans les cercles mercenaires de Londres, Paris, Johannesburg et Durban.
Hoare réussit à rassembler une force de 54 mercenaires (lui-même inclus). Parmi eux, 27 sont membres des Forces de défense sud-africaines, 9 sont d’anciens soldats rhodésiens, 7 sont d’anciens mercenaires congolais, 1 agent du NIS (Dolinchek) et 3 civils. Hoare suggère également de réunir 5 millions de dollars pour l'opération, mais seuls 300 000 dollars sont récoltés. Le reste des salaires des mercenaires doit provenir du Trésor seychellois.

#### Plan
Neuf membres de l'équipe de Hoare sont envoyés sur l'île de Mahé, aux Seychelles, en tant qu'équipe avancée. Ils doivent identifier des cibles potentielles et rallier le soutien des soldats dissidents seychellois'. Les autres doivent arriver à bord d'un Fokker F-28 affrété par la Royal Swazi National Airways dans l'après-midi du 25 novembre 1981, déguisés en joueurs de rugby en vacances. Pour se couvrir, les mercenaires, remplissent leurs bagages de jouets censés être distribués aux orphelinats locaux. En réalité, ces jouets servent à dissimuler le poids des fusils AK-47 dissimulés sous le double fond de chaque bagage. Hoare veille à ce que les jouets soient aussi volumineux que possible pour répondre au mieux à l'objectif.
Le plan des mercenaires est d'arriver à Mahé, de rejoindre l'équipe avancée et de se disperser dans divers hôtels de l'île. Ils doivent attendre plusieurs jours que René tienne une réunion du cabinet à la Maison du Peuple, au cours de laquelle ils lanceront leur coup d'État. Ils devront alors s'emparer du Parlement, de l'aéroport, de la station de radio, du commissariat de police, du camp militaire de Pointe-la-Rue et d'autres lieux stratégiques. Depuis la station de radio, ils  doivent diffuser qu'ils ont pris le pouvoir au nom de Mancham. Les exilés seychellois assurent aux mercenaires qu'ils bénéficieront de l'aide d'une "force de résistance locale" de 400 hommes, mais une telle force n'existe pas.

## Opération

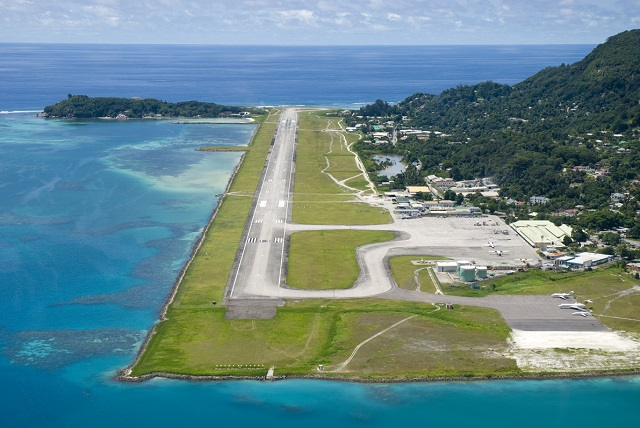
L'aéroport international des Seychelles, lieu du coup d'État avorté

Le 25 novembre 1981 à 17h30, Hoare et 43 mercenaires atterrissent à l'aéroport international des Seychelles à Pointe La Rue à Mahé. Tous sauf deux réussissent à passer la douane, lorsqu'un responsable de la sécurité commence une fouille minutieuse des bagages d'un mercenaire', et découvre un AK-47. Comprenant que leur couverture est découverte, les mercenaires sortent leurs armes. Un agent de sécurité se précipite vers le bureau pour demander de l'aide et verrouille la porte, déclenchant ainsi l'alarme, ce qui conduit au début d'une fusillade de six heures à l'aéroport. Environ 70 employés de l'aéroport et passagers son pris en otage par les mercenaires.
Le président René se trouve à sa résidence lorsqu'il reçoit un appel téléphonique concernant l'incident à l'aéroport. Il met immédiatement l'île en état d'alerte, mobilisant toute la police et la milice et imposant un couvre-feu de 24 heures. Le colonel Ogilvy Berlouis (en), chef des forces de défense, reçoit l'ordre de sécuriser l'aéroport et d'empêcher les mercenaires de s'échapper.
Le nombre de mercenaires est inconnu des Seychellois, tout comme la question de savoir si l'attaque de l'aéroport doit coïncider avec une invasion maritime. Les hommes de Hoare érigent un barrage routier à l'extrémité nord de l'aéroport et lancent une attaque infructueuse contre la caserne de Pointe-la-Rue dans lequel un mercenaire est blessé. Les forces seychelloises, avec deux véhicules blindés, occupent la piste d'atterrissage, confinant les mercenaires dans les bâtiments de l'aéroport. Elles tirent également sur l'avion affrété, le neutralisant. L'un des véhicules blindés réussit à atteindre le parvis du terminal, mais les lumières sont éteintes dans le bâtiment et le conducteur a du mal à repérer les mercenaires. Les pneus du véhicule sont rapidement crevés et un cocktail Molotov met le feu au véhicule. Le sous-lieutenant David Antat, chef du véhicule, sort et engage le combat avec les mercenaires. Ceux-ci encerclent le véhicule et tirent plusieurs balles dans la poitrine du soldat, le tuant.
Alors que les combats font rage, le vol 224 d'Air India (un Boeing 707) en route de Salisbury (aujourd'hui Harare) à destination de Bombay (aujourd'hui Mumbai) transportant 13 membres d'équipage et 65 passagers se rapproche pour atterrir pour un ravitaillement prévu. Les mercenaires, venant de s'emparer de la tour de contrôle, autorisent l'atterrissage. Craignant que l'avion ne transporte des renforts mercenaires, Berlouis ordonne l'utilisation de camions pour bloquer la piste tandis que des fusées éclairantes sont tirées pour ordonner au pilote d'interrompre l'atterrissage. À ce stade, l'avion, trop déterminé à atterrir, se pose. Malgré l'absence de balisage lumineux, le pilote parvient à manœuvrer pour éviter les camions, ne subissant que des dommages superficiels à l'aile droite.
Les forces seychelloises commencent alors à tirer en direction du Boeing, semant l'inquiétude parmi certains mercenaires qui voient l'avion comme leur seul moyen de s'échapper. Les mercenaires embarquent ensuite et le chef opérationnel, Peter Duffy, charge le capitaine Umesh Saxena de les emmener au Zimbabwe. Après une dispute concernant le manque de carburant, Saxena accepte de les emmener à Durban, en Afrique du Sud, la ville la plus proche.
L'équipe avancée composée de cinq mercenaires, l'agent du NIS Dolinchek (sous le pseudonyme d'Anton Lubic) et une complice civile sont ensuite arrêtés'. Sur l'ensemble des forces putschistes, un mercenaire est tué (Johan Fritz, membre de la SADF 2 Recce), et deux blessés. Un soldat seychellois est tué et un sergent de police est blessé.

## Conséquences

### Arrestations, accusations et peines

#### Accusations de trahison aux Seychelles
Des cinq mercenaires arrêtés et inculpés aux Seychelles, quatre (le Rhodésien Aubrey Brooks, le Sud-Africain Jerry Puren et les Britanniques Bernard Carey et Roger England) sont condamnés à mort pour trahison le 6 juillet 1982. Martin Dolinchek est également reconnu coupable de trahison et condamné à vingt ans de prison pour participation indirecte à la tentative de coup d'État. Robert Sims, le cinquième mercenaire est condamné à dix ans de prison pour trafic d'armes aux Seychelles. Les charges contre Susan Ingles (47 ans), la concubine de Sims, arrêtée puis libérée, sont abandonnées. Après de longues négociations entre les gouvernements des Seychelles et de l'Afrique du Sud et un paiement de 3 millions de dollars américains directement versés au président René, les six prisonniers sont graciés et envoyés en Afrique du Sud à la mi-1983'.

#### Procès de mercenaires en Afrique du Sud
Mike Hoare et les mercenaires qui ont fui vers Durban sont arrêtés à leur arrivée à Durban. Étonnamment, ils ne sont pas inculpés de tentative de coup d'État militaire à l'étranger, mais plutôt en vertu de la loi sur les infractions à l'aviation civile, pour des chefs d'accusation relativement mineurs liés à l'avion d'Air India. Cinq d'entre eux sont inculpés et libérés sous caution, tandis que les autres sont libérés sans inculpation. Au cours de la procédure et des accusations, le général Magnus Malan, en sa qualité de ministre de la Défense, invoque l'article 29(1) de la loi portant modification des lois générales, interdisant à vingt-cinq accusés et/ou témoins (tous membres actifs ou réservistes des SADF) de témoigner sur des questions concernant leur implication dans les opérations des SADF avant le 24 novembre 1981. Sans leur témoignage, seuls huit des quarante-trois accusés sont inculpés. Tous les autres mercenaires voient leurs charges abandonnées et sont libérés. La réaction internationale est rapide et virulente, car l'Afrique du Sud est un fervent opposant au terrorisme, notamment en ce qui concerne la piraterie aérienne, et elle est également signataire de nombreuses conventions sur les détournements d'avion. La loi sud-africaine est sévère à cet égard, prévoyant une peine minimale obligatoire de cinq ans de prison pour détournement d'avion. Sous la pression internationale constante, l'ensemble du groupe de 44 mercenaires est de nouveau inculpé de piraterie aérienne le 5 janvier 1982. La presse (internationale comme locale) commente immédiatement que ces accusations peuvent être une imposture, la loi sud-africaine définissant un détournement d'avion comme un événement survenant une fois les portes de l'avion fermées et l'appareil étant sous le commandement direct du commandant de bord. La décision de dérouter l'avion vers Durban ayant été prise avant l'embarquement des « pirates de l'air», il ne s'agit pas d'un acte de piraterie aérienne, mais plutôt d'un crime politique commis sur le territoire seychellois et qui doit être jugé par les tribunaux seychellois. Une telle éventualité est peu probable, l'Afrique du Sud n'ayant conclu aucun traité d'extradition avec les Seychelles.
Après cinq mois de procès, le juge de la Cour suprême provinciale, Neville James, absout le gouvernement sud-africain et le Premier ministre Pieter W. Botha de toute complicité dans la tentative de coup d'État, comme l'ont allégué les mercenaires. Les sentences finalement prononcées en juillet 1982 sont les suivantes :
- Mike Hoare est condamné à dix ans de prison : Le juge Neville James déclare au tribunal que Hoare est "un homme sans scrupules avec une attitude très cavalière envers la vérité"[32]. Il est libéré de prison en mai 1985 après avoir purgé trois de ses dix ans de prison, en vertu d'une amnistie générale annoncée en décembre 1984 par le président Pieter W. Botha[33].
- Le Britannique Peter Duffy (40 ans) et les Sud-Africains Tullio Moneta (en) (32 ans) et Pieter Doorewaard (28 ans) sont condamnés à cinq ans de prison[34].
- Le Britannique Michael Webb (32), le Sud-Africain Kenneth Dalgleish (32) et le Zimbabwéen Charles Goatley (27) sont condamnés à deux ans de prison[34].
- Le Sud-Africain Vernon Prinsloo (31 ans) est condamné à cinq ans de prison pour chacun des deux chefs d'accusation retenus contre lui, mais il purgera une peine effective de 12 mois de prison[34].
- Les 34 autres prisonniers accusés d'avoir mis en danger la sécurité d'un avion d'Air India sont condamnés à cinq ans d'emprisonnement, dont quatre avec sursis dans chaque cas. Ils sont finalement condamnés à six mois de prison ferme et libérés au bout de quatre pour bonne conduite[34]'[35].
- Deux des 45 personnes qui se sont envolées pour Durban après la tentative de coup d'État témoignent à charge (les Sud-Africains Steyn de Wet et Theodorus van Huysteen). L'Américain Charles William Dukes, qui a été blessé lors de l'action à l'aéroport des Seychelles et a été embarqué à bord de l'avion sous sédatif, est jugé non impliqué dans le détournement et est libéré sans inculpation[34].

#### Contrôle de la presse
Trois journalistes sont reconnus coupables d'avoir enfreint la loi sur les secrets officiels pour avoir révélé l'implication des services secrets sud-africains dans le coup d'État avorté. Rex Gibson, rédacteur en chef du Rand Daily Mail en anglais; Tertius Myburgh, rédacteur en chef du Sunday Times; et Eugene Hugo, journaliste de l'agence de presse South African Associated Newspapers, sont condamnés à des amendes allant de 270 à 720 dollars, mais ces amendes sont par la suite suspendues.

### Implication du gouvernement sud-africain
Le Premier ministre Pieter Willem Botha déclare que la tentative de coup d'État a été menée à l'insu du gouvernement sud-africain, du Cabinet et du Conseil de sécurité de l'État, et qu'aucune de ces entités n'a donné son autorisation. De plus, le juge du procès du détournement conclut que le gouvernement sud-africain n'est pas impliqué dans le coup d'État. 
La Commission des Nations unies instituée en vertu de la résolution 495 révèle que le gouvernement sud-africain a émis des ordres de mobilisation militaire pour quarante-trois des mercenaires qui servaient ou étaient des soldats réservistes de la SADF. Le gouvernement sud-africain refuse d’accorder à la Commission des Nations unies (en) l’accès aux mercenaires et empêche également toute entrevue avec eux'.
Mike Hoare déclare que le Cabinet sud-africain et les officiers supérieurs du NIS et de la SADF étaient au courant du coup d'État avorté et l'ont toléré. Martin Dolinchek (alias Anton Lubic) déclare que son département (le NIS) et la SADF ont eu une connaissance complète et préalable des plans de coup d'État et qu'ils ont été présentés au gouvernement sud-africain en 1979 et rejetés, pour être acceptés en 1980. Il déclare que le soutien logistique a été fourni par les forces de défense sud-africaines, qui ont fourni des fusils d'assaut AK-47, des munitions et des grenades et ont également pris des dispositions pour que les autres armes soient disponibles sur l'île. De plus, Dolinchek s'est rendu aux Seychelles avec un passeport sud-africain délivré par le gouvernement au nom d'Anton Lubic. Il affirme que ce passeport lui a été délivré le 12 octobre 1981 par le ministère de l'Intérieur à Durban. Ce fait est confirmé par le gouvernement sud-africain lors de la commission d'enquête des Nations unies sur le coup d'État avorté.

### Implication du Kenya
Dolinchek déclare lors de sa détention aux Seychelles « qu'un nouveau gouvernement doit être envoyé par avion depuis le Kenya et que le gouvernement kenyan a en outre accepté de fournir deux avions pour faire venir des troupes et des policiers afin de soutenir le nouveau gouvernement et de compléter la force mercenaire ». La police seychelloise découvre parmi les affaires de Dolinchek un document indiquant les horaires de vol d'un Beechcraft Super Kingair 2000 qui doit se rendre aux Comores le 24 novembre 1981 au départ de Mombasa. Il doit ensuite revenir à Mombasa pour repartir le 26 novembre vers les Seychelles. Interrogé, Dolinchek précise que l'avion charter en provenance de Mombasa doit transporter James Mancham, son épouse et trois collègues prêts à reprendre le pouvoir aux Seychelles. Ils doivent être accompagnés de renforts militaires et policiers kenyans pour le coup d'État.
Le gouvernement kenyan nie fermement toute implication de ce type une fois cette déclaration rendue publique. Ce démenti est remis en question, car il est connu que le président kenyan Arap Moi n'est pas bien disposé envers les Seychelles et que le Kenya a activement participé à la tentative de coup d'État de 1979 aux Seychelles, aux côtés des États-Unis.

### Commission des Nations unies
Le 15 décembre 1981, le Conseil de sécurité des Nations unies convoque une commission d’enquête chargée d’enquêter sur l’évènement et de lui faire rapport de ses conclusions. La commission, composée de représentants panaméens, irlandais et japonais, conclut qu'il est « difficile de croire que l'Afrique du Sud n'a eu aucune connaissance préalable du complot visant à renverser le gouvernement de gauche de l'île de l'océan Indien ». Dans son second rapport, la commission indique que des preuves impliquant les autorités sud-africaines ont été révélées et déclare qu'il n'est « désormais plus contesté » que Hoare a contacté les services de renseignement nationaux sud-africains et a été orienté vers des membres des forces de défense. La commission déclare avoir découvert plusieurs autres éléments « qu'elle considère comme clairement établis » concernant l'implication sud-africaine:
- Les armes, les munitions et autres équipements ont été fournis par le personnel des forces de défense sud-africaines[43].
- Un officier de l’armée (sud-africaine) a participé aux discussions préliminaires[43].
- Le gouvernement a été mis au courant des tentatives des exilés seychellois cherchant un soutien pour renverser le gouvernement seychellois[43].
- Des membres d’une unité de commando d’élite sud-africaine ont pris part à l’opération[43].